# 金恩别
金恩别（1989年10月19日—）是一名韩国现代五项运动员，身高1.67米，体重56千克。曾参加2010年广州亚运会现代五项比赛，并获得女子个人第七名和女子团体银牌。